# Mezitím
Mezitím (v anglickém originále Meanwhile) je 26. díl 7. řady amerického animovaného seriálu Futurama. 10 let se jednalo o poslední díl celého seriálu.

## Děj
Na zábavním parku na měsíci málem umře Leela, a tak Fry dostane strach, že by ji mohl ztratit, tak ji chce požádat o ruku. Profesor vytvoří tlačítko, které umí čas vrátit o 10 sekund zpět. (Což je z vědeckého hlediska nesmysl). Profesorův vynález ukradne Fry a pomocí něj a Bendera ukradne drahý prsten pro Leelu. Následně pozve Leelu na večeři, kde schová prsten do škeble. Škeble ji ale ukousne ruku a Fry vrátí čas, následně ji požádá o ruku, ale nechce aby mu nyní něco říkala,ale aby si to rozmyslela a buď přišla že si ho chce vzít na Vampire State Building, nebo ať nepřijde. Následující den na Vampire State Building se Fryovi díky stálému vracení času posunou hodinky a myslí si, že na něj Leela zapomněla a nemá ho ráda. Proto skočí z balkónu budovy. Leela však přichází včas a vidí jak Fry padá. Fry si uvědomí chybu, ale už je moc pozdě na vrácení času, padal moc dlouho, nyní stále mačká tlačítko, které ho ale vrací zpátky v čase když už skočil. Profesor mezitím ukáže ostatním svoji časovou kapsu díky které na někoho kdo v ní je nepůsobí vrácení času, ale když do ní vleze a stále Fry mačká tlačítko zjistí že nesmí vylézt, jelikož před 10 sekundami neexistovaly a vymazalo by je to. Mezitím, ale Fry upustí tlačítko a začne ho mačkat Leela. V tu chvíli přijdou na pomoc profesor a zbytek Planet Express. Ovšem profesor vyběhne a Leela, nevědoucí zmáčkne tlačítko. Tím zabije profesora, ale zachrání Frye, ten ale bohužel dopadl na tlačítko, zničil ho a zastavil čas navždy. Nikdo krom něj a Leely se nehýbe, také kolem nich létá modrý záblesk, tomu ale moc nevěnují pozornost. Leela a Fry mezitím se spolu vezmou a zestárnou. Projdou celý svět pěšky a když konečně jako hodně staří důchodci vylezou na Vampire State Building, aby si užili ten výhled a sklenku, na kterou měli zajít už hodně dávno. Náhle ale se ze záblesku stanou tunely rozsáhlé po celém světe a z konce vyskočí profesor. Ten po menší rozprávce opraví tlačítko a zeptá se Frye a Leely, že když zmáčkne tlačítko tak prožijí celý život znovu a vrátí čas do doby než tlačítko stvořil, jestli to chtějí udělat. Oni si nostalgicky řeknou: "Tak co, dáme si to ještě celé jednou?". Profesor zmáčkne tlačítko. Tím končí díl a celý seriál.

## Spekulace o konci
Na konci tohoto dílu profesor řekne, že se vše vrátí do doby před sestrojením časového tlačítka, ale po odvysílání pustily televize první díl první série. Někteří lidé si myslí že se příběh vrátí na úplný začátek, ale smysluplnější je že se vše vrátí pouze do času před sestrojením časového tlačítka, a tak všichni žijí svůj život dále.[zdroj⁠?!]